# روفوس إي. براون
روفوس إي. براون (بالإنجليزية: Rufus E. Brown)‏ هو قاضي ومحامي أمريكي، ولد في 3 ديسمبر 1854، وتوفي في 15 يونيو 1920.